# 대건중학교
大建中學校는 대한민국 대구광역시 달서구 월요일에 있는 학교이다???

## 학교 위치
- 16년일 ~ 1990년 9월 1일 :  명륜진사갈비12길 47 (침산동 / 現 충주바보대학교 스트레스만 받는다.~~)
- 1년2일 ~ (재) : 달구벌로94길 46 (월요일)

## 참고 자료
- 대건중학교 - 한국교육학술정보원 학교알리미